# Guasanga
Guasanga fue un contenedor infantil y juvenil que se emitía de lunes a domingo, de 16:15 a 21:00 horas. Se estrenó el lunes 18 de febrero de 2008 en Neox.
Anteriormente “Guasanga” incluía secciones de producción propia (“La PCera”, “¿XQ?”, “Bravo Neox” y “Zona SIN”). En ellas, a lo largo de las casi cinco horas de emisión, se incluían las mejores series y toda la información relacionada con el mundo de Internet, las ciencias, sin olvidar la diversión, la música, entrevistas a personajes famosos y el humor más gamberro de la televisión a través de animación, sketches, reportajes en los eventos sociales más destacados del momento.
Desde 2009 no incluía sus secciones; solamente Bravo Neox consiguió hacerse un hueco en el horario matinal como programa. Las series continuaron apareciendo en Neox pero por sí solas (del mismo modo que cuando contenía secciones pero sin ellas). Al acabar cada serie, aparecía la sintonía del programa y, o bien repasaban una agenda de eventos, o bien daban una serie de noticias y daban comienzo a la siguiente serie.

## Secciones
- La “PCera”: era un espacio dirigido a los jóvenes que bucean en Internet y que quieren saber lo último sobre nuevas tecnologías. Los presentadores Raquel y Miguel, eran dos jóvenes inquietos que vivían dentro de un gran ordenador desde el que contaban todas las novedades que aparezcan en el mundo de Internet y de las nuevas tecnologías.

- “¿XQ?”: era un programa de entretenimiento dedicado a la ciencia. En las tardes de Neox, los jóvenes tenían la oportunidad de satisfacer su curiosidad sobre los misterios del universo, de la ciencia y la naturaleza que nos rodea. ¿XQ? contó con el presentador Jorge Pobes, que abría cada tarde su laboratorio para, a través de sus peculiares métodos, encontrar la respuesta a las preguntas que se planteaban.

- “Bravo Neox”: es un programa dirigido a los fanes que se caracteriza por presentar contenidos jóvenes y dinámicos. El espacio, presentado por Lara, contará con estrellas y primará la diversión, la música, el amor, el cine y la televisión, con un carácter desenfadado, actual, coloquial dirigido a los adolescentes. Bravo Neox es la única sección de Guasanga que ha conseguido hacerse un hueco en el horario matinal como programa.

- “Zona SIN”: Un plató al mejor estilo late night, con Sinesio, un presentador sobrado de ego, deslenguado y algo cínico, comentando las noticias más ilógicas del mundo; Sakito, un colaborador tan miedoso como tierno, a cargo de la sección de terror y leyendas, y Sindy, una cronista de calle muy informada a quien no le tiembla la voz ante los famosos. Estas tres marionetas componían el personal de Zona SIN, espacio que ofrecía un formato atrevido y original, donde se combinaba animación, sketches, reportajes y entrevistas a las caras conocidas de los eventos más destacados destinado al público juvenil y en su lenguaje, diversión, muchas risas y con una frescura algo gamberra.

## Series
- American Dad
- Aquellos maravillosos 70
- Art Attack
- Atomic Betty
- Bob Esponja
- Campamento Lazlo
- Cedric
- Código: KND
- Drake & Josh
- El laboratorio de Dexter
- Física o Química
- H2O
- Hotel dulce hotel: Las aventuras de Zack y Cody
- Lizzie McGuire
- Rebelde
- Shin Chan (Sólo en Portugal)
- Un mono en mi clase
- Zoey 101

- Datos: Q5393178